# Перелік імен Тора
Скандинавський бог Тор (давньосканд.: Þórr) в давньоскандинавській поезії та літературі називається різноманітними іменами. Деякі наведені тут імена взято з Молодшої Едди (Тула про імена) й давнішими джерелами не підтверджується, тоді як інші імена зустрічаються у великій кількості давньоскандинавських джерел.

## Імена
| Ім'я (давньоскандинавською) | Ім'я (українською) | Значення імені                                                                                             | Джерела |
| --------------------------- | ------------------ | --- | --- |
| Atli                        | Атлі               | «Жорстокий», «Дикий»                                                                                       | Тула про імена, Þrymlur I (7), Sturlaugsrímur VI (11), Skikkjurímur III (1)                                    |
| Ásabragr                    | Асабраґ            | «Найкращий Серед Асів»                                                                                     | Мова Скірніра (33), Тула про імена                                                                             |
| Ása-Þórr                    | Аса-Тор            | «Тор Асів»                                                                                                 | Часто зустрічається у Молодшій Едді, Пісня про Гарбарда (52)                                                   |
| Björn                       | Бьйорн             | «Ведмідь»                                                                                                  | Тула про імена, Lokrur I (5), III (6)                                                                          |
| Eindriði                    | Ейндріді           | «Той, Хто Подорожує Сам»; «Той, Хто Гойдає Меч Сам» = «Той, Хто Воює Сам»; «Свавільний»; «Самотній Радник» | Гаустльонґ (19), Вєллєкла (15), Тула про імена, Lokrur II (6, 34, 40), III (40)                                |
| Einriði                     | Ейнріді            | «Той, Хто Подорожує Сам»; «Той, Хто Гойдає Меч Сам» = «Той, Хто Воює Сам»; «Свавільний»; «Самотній Радник» | Гаустльонґ (19), Вєллєкла (15), Тула про імена, Lokrur II (6, 34, 40), III (40)                                |
| Ennilangr                   | Енніланґ           | «Широкочолий»                                                                                              | Тула про імена                                                                                                 |
| Harðhugaðr                  | Гардгуґад          | «Сильнодухий»; «З Потужною Душею»; «Лютий Себелюбець»; «Хоробре Серце»                                     | Пісня про Трюма (31)                                                                                           |
| Harðvéurr                   | Гардвєур           | «Сильний Лучник»                                                                                           | Тула про імена                                                                                                 |
| Hafra dróttin               | Гавра дроттін      | «Бог Цапів»                                                                                                | |
| Hlóriði                     | Глоріді            | напев. «Гучний Вершник»; «Гучний Бог Погоди»                                                               | Пісня про Гюміра (4, 16, 27, 29, 37), Словесні чвари Локі (54), Пісня про Трюма (7, 8, 14, 31), Lokrur II (43) |
| Hlórriði                    | Глорріді           | напев. «Гучний Вершник»; «Гучний Бог Погоди»                                                               | Пісня про Гюміра (4, 16, 27, 29, 37), Словесні чвари Локі (54), Пісня про Трюма (7, 8, 14, 31), Lokrur II (43) |
| Reiðar Týr                  | Рєйдар Тюр         | «Бог Колісниці»                                                                                            | |
| Rymr                        | Рюм                | «Галасливий»                                                                                               | Тула про імена, Þrymlur II (6), III (26); Lokrur I (27)                                                        |
| Sönnungr                    | Сьоннунґ           | «Правдивий»                                                                                                | Тула про імена, Lokrur IV (8)                                                                                  |
| Véoðr                       | Вєод               | напев. «Милосердний В Храмі»; «Милосердний Вдома»                                                          | Тула про імена                                                                                                 |
| Véuðr                       | Вєуд               | напев. «Милосердний В Храмі»; «Милосердний Вдома»                                                          | Тула про імена                                                                                                 |
| Véurr                       | Вєур               | напев. «Милосердний В Храмі»; «Милосердний Вдома»                                                          | Пісня про Гюміра (11, 17, 21), Пророкування вьольви                                                            |
| Véþormr                     | Вєторм             | «Милосердний В Храмі»; «Милосердний Вдома»                                                                 | Пісня про Арінбьйорна Еґіля Скаллаґрімссона (19)                                                               |
| Vingnir                     | Вінґнір            | напев. «Дружній»                                                                                           | Пісня про Арінбьйорна Еґіля Скаллаґрімссона (19)                                                               |
| Vingþórr                    | Вінґтор            | напев. «Друг Тора»; «Дружній Тор»                                                                          | Пісня про Трюма (1), Мова Альвіса (6), Тула про імена                                                          |
| Æsir-Þórr                   | Есір-Тор           | «Тор Асів»                                                                                                 | |
| Öku-Þor                     | Ьоку-Тор           | «Візник Тора»; «Тор-Візник»                                                                                | Видіння Ґюльві                                                                                                 |